# Брод, Рюд
Рюд Брод (нидерл. Ruud Brood; род. 19 октября 1962, Горинхем, Южная Голландия) — нидерландский футболист, игравший на позиции центрального полузащитника.

## Клубная карьера
Профессиональную карьеру начал в 1985 году. Большую часть карьеры провёл в клубе «НАК Бреда».

## Карьера тренера
Карьеру тренера начал в клубе «НАК Бреда» с юношами. С 2015 по 2018 год работал в штабе Филиппа Коку в ПСВ.

## Достижения
Как тренер
- Победитель Первого дивизиона Нидерландов: 2010/11, 2014/15